# Космос-1950
Космос-1950 је један од преко 2400 совјетских вјештачких сателита лансираних у оквиру програма Космос.
Космос-1950 је лансиран са космодрома Плесецк, СССР, 30. маја 1988. Ракета-носач Циклон-3 је поставила сателит у орбиту око планете Земље. Маса сателита при лансирању је износила 1500 килограма. Космос-1950 је био геодетски сателит.